# Tad Dorgan
Tad Dorgan (1877-1929), de son véritable nom Thomas Aloysius Dorgan, est un dessinateur et journaliste américain qui travaillait pour la presse et s'est illustré comme dessinateur humoristique et auteur de comic strip (Silk Hat Harry's Divorce Suit, For Better or Worse). 
Puisant dans l'argot américain, il était particulièrement apprécié pour son inventivité langagière, et était très apprécié de son vivant, malgré des capacités techniques limitées et un humour souvent grossier. Son frère Dick (en) était également dessinateur.

## Distinctions
Posthume
- 2007 : International Boxing Hall of Fame, catégorie « autres figures marquantes », pour ses dessins d'humour.